# Schlosstheater Schönbrunn
Le Schlosstheater Schönbrunn, en français : théâtre du château de Schönbrunn, est une salle de théâtre au château de Schönbrunn à Vienne, en Autriche. Ce théâtre baroque est l'une des salles les plus remarquables de l'Académie de musique et des arts du spectacle de Vienne.

## Histoire
Déjà au XVIIe siècle, des représentations théâtrales occasionnelles sont données dans le parc de Schönbrunn. En 1745, l'impératrice Marie Thérèse fait construire le théâtre de la cour impériale, richement meublé par Nicolò Pacassi dans l'aile adjacente au château. Il est ouvert dès 1747. 20 ans plus tard, il est reconstruit et agrandi par l'architecte Johann Ferdinand Hetzendorf von Hohenberg (de).
Sous les yeux de Marie-Thérèse, qui elle-même est apparue dans des opéras et des représentations théâtrales en tant que jeune archiduchesse, les enfants impériaux dansent et jouent devant la Cour. Le théâtre sert d'abord de scène privée aux Habsbourg. Joseph Haydn et Wolfgang Amadeus Mozart viennent y diriger leurs œuvres, divers opéras de Christoph Willibald Gluck y sont créés.
Lorsque Napoléon Bonaparte y tient son quartier général, il fait rénover et rouvrir le théâtre en 1809 pour qu'on y joue Phèdre de Racine. Au Congrès de Vienne, des chanteurs du Theater am Kärntnertor s'y produisent devant les souverains présents.
Sous Ferdinand Ier, le théâtre du palais reprend son essor. Pendant les mois d'été, l'ensemble du Burgtheater y joue principalement des comédies. Lors de l'électrification du château en 1898, le théâtre est aussi équipé d'un éclairage électrique.
Avant la Première Guerre mondiale, le bâtiment est utilisé à des fins autres, il sert même à un moment de dépôt de meubles, mais à partir de 1919, (après sa liquidation des biens de la Couronne) la troupe du Burgtheater y joue à nouveau, pendant la saison estivale (il n'y a pas besoin de chauffer le bâtiment), des pièces de théâtre et des comédies de mœurs. Les représentations sont abandonnées en 1924 pour des raisons financières.
En 1979-80, le bâtiment est rénové en raison de l'humidité des eaux souterraines, la scène est démontée afin d'ajouter une cuve en béton étanche.

## Aujourd'hui
En 1929, le théâtre du château est mis à disposition du Séminaire Max-Reinhardt, encore présent de nos jours avec le département d'opéra de l'Université de musique et des arts du spectacle d'octobre à juin. À l'été 2010, d'importants travaux de rénovation sont entrepris dans la salle de théâtre.

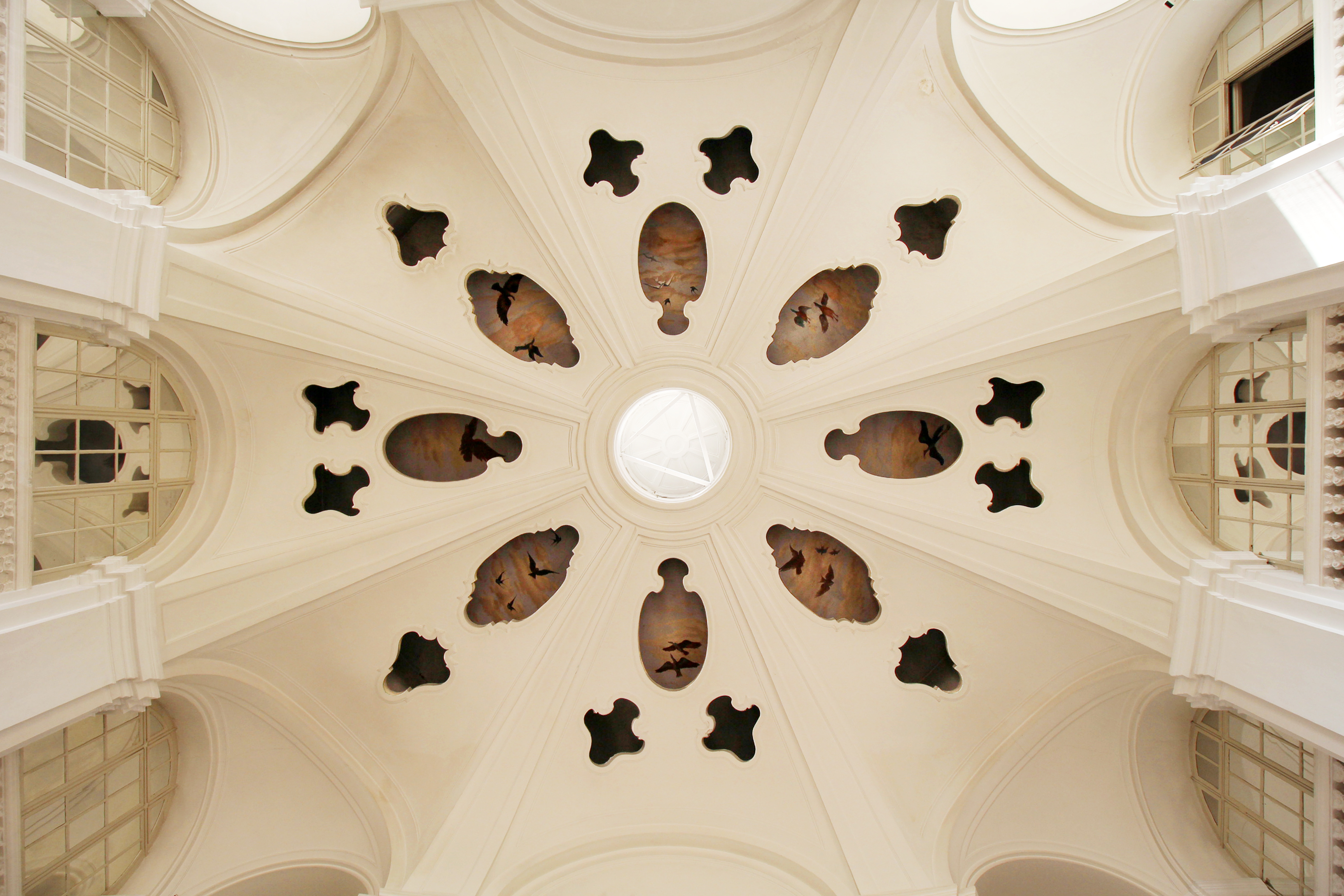
Schlosstheater Schönbrunn, plafond ajouré et peintures en trompe-l'oeil.
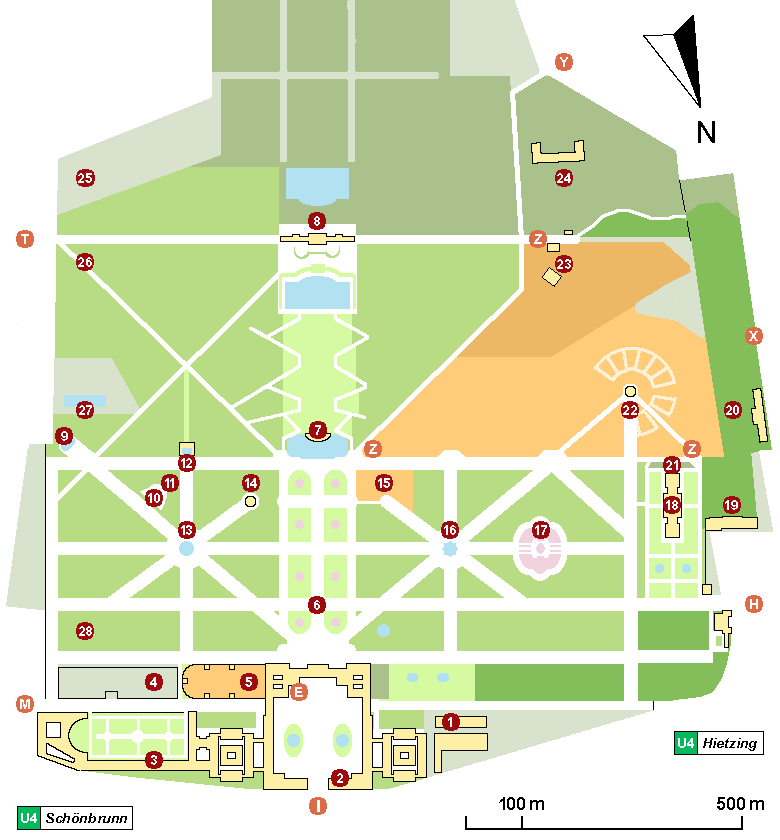
Parc du château de Schönbrunn. Emplacement du théâtre du château (à droite du n°2).